# Hüti (Hiiumaa)
Hüti est un hameau de la commune de Hiiumaa, situé dans le comté de Hiiu en Estonie.

## Géographie
Le hameau est situé dans le nord-ouest de l'île d'Hiiumaa.

## Histoire
Hüti faisait partie de la commune de Kõrgessaare jusqu'en 2013 où il est rattaché à celle de Hiiu, fusionnée lors de la réforme administrative en octobre 2017 avec les autres communes de l'île pour former celle de Hiiumaa.

## Démographie
D'après le recensement estonien de 2011, Hüti est inhabité